# 910 v.Chr.
Het jaar 910 v.Chr. is een jaartal volgens de christelijke jaartelling.

## Gebeurtenissen

### Israël
- Koning Asa van Juda (910 - 870 v.Chr.) bestijgt de troon.

### Assyrië
- De eponiemenlijsten van het Assyrische Rijk worden voltooid. Aangezien zij astronomisch vastliggen verschaft dit de vroegste historische dateringen.

## Overleden
- Zhou yi wang, Chinese koning van de Zhou-dynastie